# 1880년 영국 총선
1880년 영국 총선은 1880년 영국에서 치러진 총선으로, 디즈레일리 내각의 외교정책에 대한 비판으로 윌리엄 글래드스톤  전 수상이 다시 과반을 차지해 정권을 되찾았다.

## 선거 결과
정당별 의석수
| 정당   | 의석수 |
| ------ | ------ |
| 자유당 | 352    |
| 보수당 | 237    |
| 자치당 | 63     |
| 합계   | 652    |

정당 득표율
| 정당   | 득표수    | 득표율 |
| ------ | --------- | ------ |
| 자유당 | 1,836,423 | 54.7%  |
| 보수당 | 1,426,351 | 42.5%  |
| 자치당 | 95,535    | 2.8%   |